# Maridos e mulleres
Maridos e mulleres es una serie producida por Zenit para la Televisión de Galicia en 2005, en España. Consta de 26 capítulos y la acción se localiza en la urbanización de los Anxos (Ángeles), próxima a la ciudad; y el argumento gira en torno a cuatro familias jóvenes.

## Intérpretes
- Darío Loureiro - Xoel
- Fernando Acebal - Román
- Pedro Alonso - Carlos
- Dorotea Bárcena - Gloria
- Camila Bertone - Raquel
- Cristina Pascual
- Sara Casasnovas
- Manu Fernández - Suso
- Laura Ponte - Vitoria
- Martiño Rivas - David
- Brais Abad - Álex Louro

- Datos: Q11691047